# Héctor Pena
Héctor José Pena Taboada, (Santiago de Compostela, 14 de septiembre de 1985) es un periodista, escritor e historiador gallego.

## Trayectoria
Periodista, historiador y doctorando en Turismo Deportivo en la Universidade de Vigo, actualmente es el responsable de la sección de Deportes en Nós Diario. Antes colaboró en múltiples medios de comunicación como DXT Campeón, Xornal de Galicia, O Dez o Mundiario, al mismo tempo que escribía libros sobre la historia del fútbol gallego como "Historia del Trofeo Teresa Herrera" o "Os nosos: futbolistas e adestradores que defenderon as cores do Celta e do Deportivo". Paralelamente, colaboró con organizaciones que trabajan a favor da la memoria histórica como la asociación cultural memoria histórica democrática y la Fundación Castelao.
En 2021 fue el comisario de la exposición  itinerante sobre deporte gallego Galiza, un pobo, unha selección, escribiendo además el guion del documental y dirigiendo la revista y el periódico homónimos. También fue uno de los promotores de la Iniciativa Lexislativa Popular que en 2021 demandó la oficialidad de las selecciones deportivas galegas.En 2024 fue finalista de los Premios Follas Novas do Libro Galego por el libro "Historia do fútbol feminino en Galicia. De Irene González a Vero Boquete".

## Obras

### Narrativa
- A Pioneira, 2023, Edicións Xerais.

### Ensayo
- Historia do fútbol feminino en Galicia: De Irene a Vero Boquete, 2023, Editorial Galaxia[4]
- Os nosos: futbolistas e adestradores que defenderon as cores do Celta e do Deportivo, 2017.[5]
- Historia del Trofeo Teresa Herrera, 2015, Deputación da Coruña.[6]

### Obras colectivas
- A gran final. Contos e contas do fútbol galego, 2024, Positivas.[7]
- Galiza, un pobo, unha selección, 2021, Vía Galega.[8]
- El libro del camino inglés, 2014, Deputación da Coruña.[9]

## Reconocimientos
- En 2023 ganó el XX Premio de Periodismo Johán Carballeira por su reportaje "Historia Inacabada do Deporte Galego", publicada en Nós Diario.[10]